# 迪登比特尔
迪登比特尔是德国下萨克森州的一个市镇。总面积10.18平方公里，总人口948人，其中男性468人，女性480人（2011年12月31日），人口密度93人/平方公里。